# 龙岗客家民俗博物馆

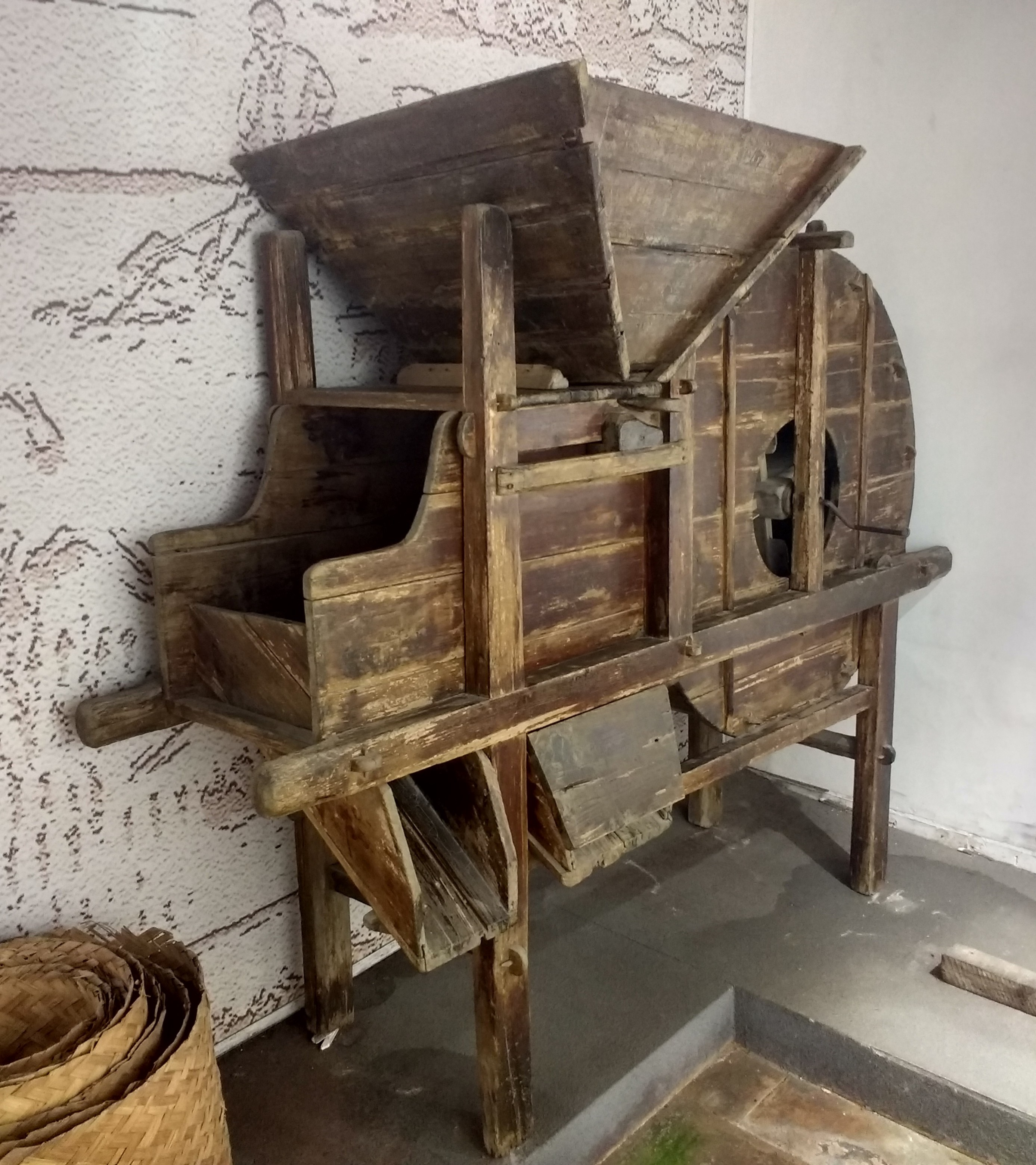
用於打穀的风柜

龙岗客家民俗博物馆位于中国广东省深圳市龙岗区罗瑞合村的“鹤湖新居”，现为广东省文物保护单位。
深圳客家民俗博物馆坐落在深圳市龙岗区龙岗街道南联社区罗瑞合村，紧邻龙岗大道，距深圳市区28公里，是全国占地面积最大的客家民居建筑。
深圳客家民俗博物馆即是“鹤湖新居”，是为罗氏所建，建于清朝乾隆年间， 共历三代、数十年建成。占地面积24816平方米，建筑面积14530平方米，南北宽166米，东西长109米，共有179个居住单元房，每单元由数间屋构成，共有房屋数百间。
在围墙内民居似“回”字形，整座建筑群由内外两围相套而形成，外围平面前宽后窄，呈银锭状;内围有高墙与外围相隔，平面呈方形。屋宇、厅、堂、房、井、廊、院布局错落有致，像座迷宫，易守难攻，有“九天十八井，十阁走马廊”之称。

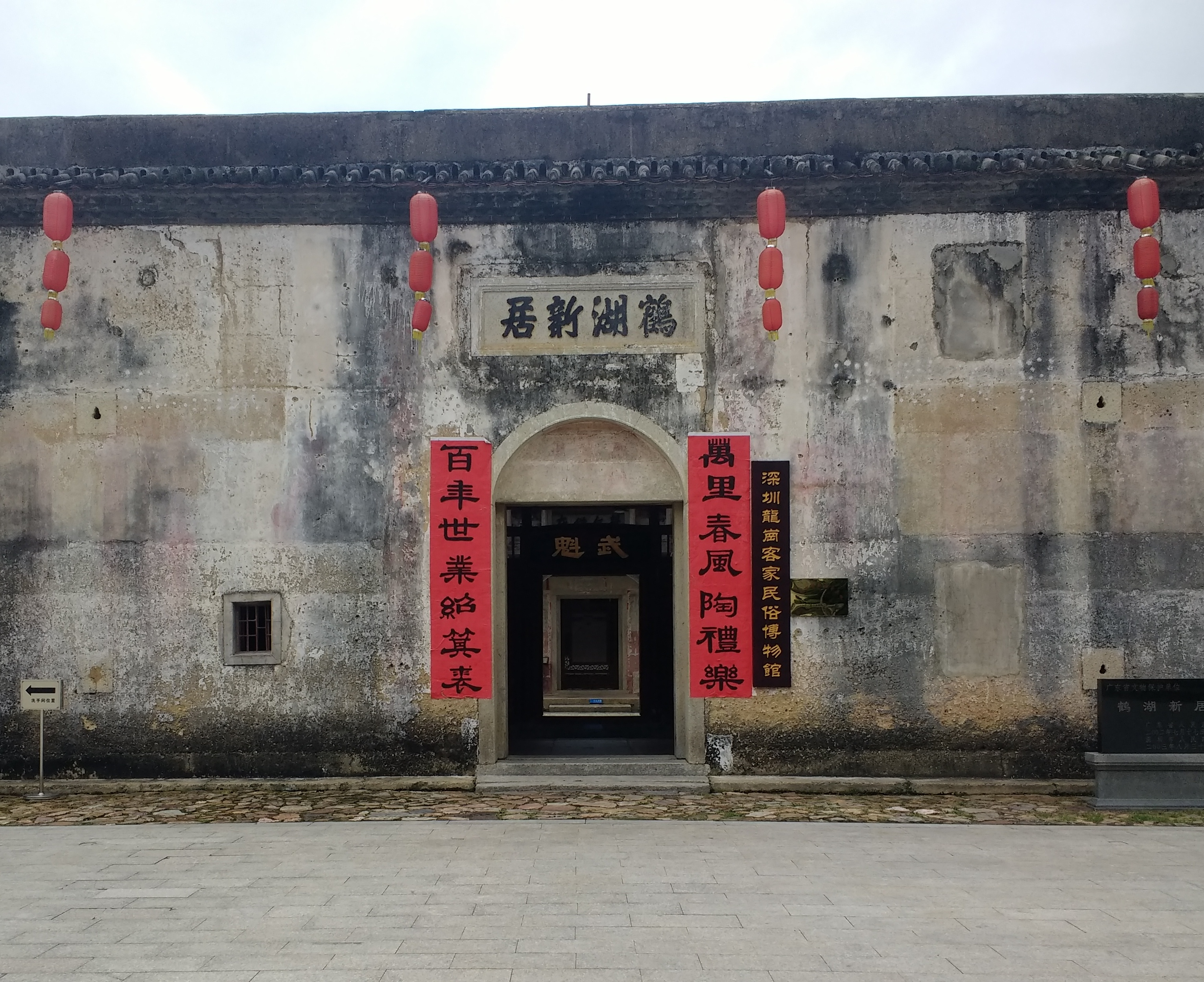
正门

## 交通
地址：广东省深圳市龙岗区龙岗街道南联社区罗瑞合北街1号。
公交路线：乘坐M278路、M307路、M308路、M556路到九州家园站下车步行250米即到。
地铁路线：乘坐深圳地铁3号线至南联站，步行1.2公里即到。
服务时间：周一至周日上午9：00—下午5：30。
收费标准：凭身份证免票入馆（2019年8月5日，龙岗客家民俗博物馆发布公告，从2019年8月13日起，取消收取门票，实行凭身份证免票入馆制度。）。